# Marizza, detta la signora dei contrabbandieri
Marizza, detta la signora dei contrabbandieri (Marizza, genannt die Schmugglermadonna) è un film muto del 1922 diretto da Friedrich Wilhelm Murnau.
Tutte le copie di questo film sono andate distrutte durante il nazismo. Alcuni frammenti appartenenti al primo rullo sono conservati negli archivi della Cineteca Nazionale.
Le notizie sul film sono desunte da Lotte H. Eisner che analizzò frammenti di sceneggiatura, programmi di sala relativi alle proiezioni, recensioni apparse su riviste specializzate.

## Trama
Marizza, la protagonista, è una giovane che lavora nel campo di patate della vecchia Yelina, una donna dedita al contrabbando. La ragazza si lascia corteggiare dai gendarmi per aiutare i contrabbandieri. Poi si trasferisce nel podere della signora Avricolas, che ci vive con due figli, Christo e Antonino. La vita per lei sarà molto dura e complicata e dovrà affrontare gelosie, abbandoni, violenze. Avrà un figlio da Christo e con lui si salverà, dopo molte vicissitudini.

## Produzione
Il film fu prodotto dalla Helios-Film Erwin Rosner, Berlin. Venne girato dall'ottobre al novembre 1920.
La sceneggiatura è un adattamento di Hans Janowitz di Die gelben Augen (Occhi verdi) di Wolfram Geiger.
È una tragedia in 5 atti, lunghezza della pellicola 1800 metri.

## Distribuzione
Venne presentato in prima a Berlino, al Johann-Georg-Lichtspiele il 20 gennaio 1921.

## Accoglienza
Il film è accolto favorevolmente dalla stampa
Con Marizza inizia la serie di drammi ispirati al Kammerspiel e di ambientazione rurale che renderanno Murnau famoso nel mondo, anticipando Aurora.